# Matrona de Perge
Matrona de Perge (en griego: Ματρώνα) del siglo V, fue una santa bizantina conocida por vestirse temporalmente como el monje "Babylos" para evitar a su esposo después de decidir vivir de acuerdo con la sentencia en el capítulo 7, versículo 29 de la Primera Epístola a los Corintios: "aquellos que tienen esposas [deben] vivir como si no las tuvieran".

## Vida
Matrona nació en Perge alrededor del año 430. Piadosa y caritativa, estaba casada con Domiciano. Tuvieron una hija. Convenció a Domiciano para mudarse a Constantinopla, donde solía visitar las iglesias. Cuando asistía a las vigilias nocturnas, su celoso y desconfiado marido, la acusaba de ser una prostituta. Deseando llevar una vida ascética, abandonó su hogar y se quedó con una conocida, Susana, a quien confió a su hija.
Temiendo que su esposo la encontrara, se cortó el cabello, se vistió con ropas de hombre y se presentó en el monasterio de San Basiano como un eunuco llamado "Babylos". Los monjes la recibieron y se convirtió en miembro de la comunidad, siendo asignada a trabajar en el jardín.
Después de unos tres años, Basiano descubrió el engaño y Matrona regresó temporalmente con Susana. Pero como su esposo continuaba buscándola, Basiano le sugirió que fuera a un monasterio de mujeres en Emesa, donde finalmente se convirtió en abadesa. Se hizo famosa por su don milagroso de curación. Posteriormente, su esposo la encontró y la siguió a Jerusalén, Siria y Beirut, donde vivió como asceta en un antiguo templo pagano.
Cuando Basiano se enteró de esto, decidió establecer un pequeño monasterio para Matrona y otras mujeres no muy lejos del suyo. A las monjas bajo el liderazgo de Matrona se les otorgó un privilegio único por parte de Basiano: "Él no les dio cinturones de lana y velos como los que las mujeres acostumbraban a usar, sino anchos cinturones de cuero negro y mantos blancos masculinos. Y los usaban continuamente".
Se la conoce por oponerse a la política monofisita del emperador Anastasio I. Santa Matrona habría muerto a la edad de 100 años.
Su vida fue contada a través de una vita prima cuyo autor y período exacto permanecen en el misterio. Hippolyte Delehaye consideró que el texto era de dudoso valor. También se preserva un poema sobre ella atribuido a Romano el Méloda (siglos V a VI).